# Karl Baumgartner (Koch)
Karl Baumgartner (* 14. März 1958 in Brixen, Südtirol) ist ein italienischer Koch.

## Werdegang
Nach seiner Ausbildung zur Servicefachkraft im Restaurant Fink in Brixen war Baumgartner bis 1980 in verschiedenen Gastbetrieben in Südtirol tätig. Mit der Pacht des Restaurants Pichler in Mühlbach zusammen mit seinen Brüdern Hans und Siegfried Baumgartner begann er seine Tätigkeit als Koch. 1986 übernahm er zusammen mit Siegfried das Restaurant Schöneck in Mühlen bei Pfalzen, das seit 1996 mit einem Michelinstern ausgezeichnet ist.
Karl Baumgartner ist seit 2004 Ehrenmitglied der Jeunes Restaurateurs d’Europe.

## Auszeichnungen
- 1 Stern im Guide Michelin
- 3 Hauben und 17 Punkte im Gault Millau
- 3,5 Bestecke im Schlemmer Atlas
- 88 Punkte im Gambero Rosso